# Gemini–4
A Gemini–4 (vagy hivatalos NASA-jelölése szerint a Gemini IV) volt az amerikai Gemini-program második emberes űrrepülése, egyben ez volt a nyolcadik amerikai űrrepülés, amelyen emberek voltak az űrhajó fedélzetén. Legénységként Jim McDivitt parancsnokot és Ed White másodpilótát jelölte a NASA – mindkettőt a második űrhajós kiválasztási fordulóból, az ún. Új Kilencek csoportjából. A repülés során a két űrhajós 62 Föld körüli keringést tett meg (66-szor kerülve meg a Földet, mivel a keringés és a fordulat nem szinonim kategória:. az űrhajó a Föld körül keringve kb. másfél óra alatt tesz egy „kört”, Ez alatt a másfél óra alatt a Föld is elfordul alatta (az űrhajózásban az esetek 99%-ban ellenkező irányba). Így a végletekig leegyszerűsítve egy Föld körüli fordulat a földfelszín egy rögzített pontjához képest végzett keringést jelent, amelyek során az űrhajó nem tesz meg egy teljes 360°-os kört a Föld forgása miatt, míg egy keringés egy teljes 360°-os kört jelent). A repülés minden addigit meghaladó számú céllal indult: először terveztek űrrandevút végrehajtani általa, az első űrsétát is ekkor akarták véghez vinni, valamint az addigi legnagyobb számú tudományos kísérlettel és műszerrel indult útjára a Gemini–4.
A küldetés első napján került sor a két legnagyobb várakozással kísért eseményre: az űrrandevúra és az űrsétára. Először közvetlenül a start után az űrhajósoknak meg kellett volna találniuk az őket pályára állító második Titan rakétafokozatot és közel manőverezni hozzá. Ám a repülés idejére semmiféle támogató berendezés (elsősorban a randevút támogató radar) nem készült el, így az űrhajósoknak a saját szemükre hagyatkozva kellett megkísérelniük egymás közelébe kormányozni a két űreszközt. McDivitt parancsnok többszöri próbálkozása is kudarcot vallott, a randevú nem sikerült, bizonyítván, hogy még sokat kell fejleszteni az eszközökön és eljárásokon, hogy sikeres lehessen két űrhajó találkozása a Gemini– vagy más űrprogramban. Ezt követően Ed White végrehajtotta az első amerikai űrsétát. Egy, az űrbéli mozgást elősegítő sűrített levegős pisztoly segítségével White 36 percet töltött kinn a kabinból (maga az űrhajó csaknem egy teljes fordulatig volt kihermetizált állapotban), rögtön túlszárnyalva Alekszej Leonov 15 perces űrsétájának időtartamát.
Az űrséta sikerét követően még több mint háromnapnyi repülés volt hátra, amelynek során 11 tudományos kísérletet, megfigyelést végeztek el az űrhajósok, szintén valamennyit sikeres eredménnyel. Az erőforrásokkal való takarékosság jegyében az idők nagy részében hagyták, hogy az űrhajó Newton törvényeinek megfelelően haladjon a pályáján, aktív manőverekre ritkán került sor. Probléma csak egyszer adódott, amikor a Gemini űrhajó központi számítógépe meghibásodott a 48. keringés során, emiatt kézi vezérlésű leszállásra lett szükség. A Gemini–4 végül 4 nap 1 óra 56 perc 12 másodperces repülést követően, 1965. június 7-én tért vissza és szállt le az Atlanti-óceánon, ahol a USS Wasp anyahajó várta és mentette ki.

## Előzmények

### Gemini-kezdetek
A Gemini–program kezdetei szorosan kapcsolódnak az Apollo-program bejelentéséhez. A második világháborút követően a korábban szövetséges nagyhatalmak között kialakult a politikai szembenállás, kirobbant a hidegháború, amelynek egyik színtere, egyfajta presztízsküzdelemként, a világűr elérése, illetve az azzal kapcsolatos műszaki teljesítmények, elsőségek voltak. Bár az USA jelentette be, hogy elsőként fog egy tárgyat az űrbe juttatni a nemzetközi geofizikai év keretében, ám mégis a Szovjetunió söpörte be a dicsőséget a Szputnyik–1 felbocsátásával. Ezt követően egy sor „űrelsőséget” értek el a szovjetek (első állat űrbe juttatása, a Hold elsőkénti elérése stb.), majd 1961. április 12-én az első ember világűrbe juttatásával is történelmi tettet hajtottak végre. Az amerikai közvélemény ezt keserű vereségként élte meg, miszerint Amerika lemaradt a Szovjetunió mögött. Az újonnan felállt Kennedy-adminisztráció úgy ítélte, hogy ezt a helyzetet csak egy szinte lehetetlenül nagy vállalással lehet megváltoztatni, amely szinte semmissé teszi a korábbi szovjet teljesítményeket és vitathatatlanul vezető szerepet ad Amerikának. Tanácsadóira hallgatva Kennedy bejelentette, hogy az USA az Apollo–program keretében embert juttat a Holdra és onnan biztonságban haza is hozza. Ez volt az a bizonyos bombasztikus cél, amellyel az űrteljesítmények terén Amerika vissza akarta szerezni a presztízsét.
Ugyanakkor a realitás nagyon messze állt a Kennedy által kitűzött céltól: a Mercury-programban az USA még Föld körüli pályára sem tudott állítani egy egyszerű, nagyjából másfél tonnás űrkabint. Innen kellett eljutni oda, hogy végül egy negyvenszer akkora űrszerelvény eljusson a Holdra és vissza. Ehhez anyagok, eszközök, eljárások sorának megalkotására, feltalálására volt szükség. Az eljárások közül kiemelkedett az űrhajók randevúja, illetve összekapcsolódása, valamint az űrséta, amelynek képességét még ki kellett kísérletezni. A Mercury-program eszközeinek tervezése teljesen más feltételek mentén indult, azokkal ezeket a célokat nem lehetett teljesíteni. Logikusnak látszott tehát beindítani egy párhuzamos programot a holdprogram mellett, amely kikövezi az utat az Apollo számára a holdra lépéshez szükséges kísérletek előzetes elvégzéséhez. Erre hívták életre a Gemini–programot, amelynek repülései lépésről lépésre járták végig a célul kitűzött új műveleteket. A Gemini–4-en az űrséta volt a célok keresztjében.

### Ember nélküli Gemini-tesztek
A Mercury-programhoz hasonlatosan az új űrhajó- és rakétakövetelményeknek való megfelelést ember nélküli, automata üzemmódban végrehajtott tesztekkel kívánták elvégezni. Eltérően azonban az előző programtól, nagyon kevés indítás is elegendőnek látszott az eszközrendszer űrbeli alkalmazásának igazolására, ahogy kimaradtak az állatkísérletek is. Mindössze két fő komponenst kellett igazolni: ad 1, a rakéta működőképességét, az űrhajó repülőképességét és a két eszköz összeszerelt állapotban történő repülésének paramétereit, ad 2, az űrhajó légköri visszatérési képességeit. A két cél mentén a teszteket kettébontották és két külön repülésen ellenőrizték a célok teljesülését. Ezen tesztek sikeressége volt az előfeltétele, hogy a program továbbléphessen az emberes repülésekre, majd a bonyolultabb műveletekre.

#### Gemini–1
A Gemini–1 volt a program legelső repülése, amely a Titan II hordozórakétát és a Gemini űrhajót használta (igaz ez utóbbi inkább volt tekinthető egy műszerekkel megtömött „héjnak", mintsem teljes értékű űrhajónak). A repülés célja a tesztcélok első felének teljesítése, az új űrhajó és az új rakéta felszállás során összeszerelt állapotban való működőképességének igazolása volt. Éppen ezért a repülést mindössze három Föld körüli fordulatra tervezték úgy, hogy nem terveztek irányított visszatérést, azaz az űrkabin a légkör felső rétegeinek természetes lassító hatására egy bizonyos idő után visszasüllyedt az atmoszférába és elégett. Az elégés elősegítésére a mérnökök négy lyukat fúrtak a hőpajzsba, hogy a kabin szétesését és elégését elősegítsék. Mivel emberek nélkül tervezték felbocsátani az űrhajót, rengeteg változtatást eszközöltek, az életfenntartó és egyéb, nem létfontosságú rendszer helyére műszereket és ballasztot építettek be, hogy a nyomást, a vibrációt, a hőmérsékletet és a gyorsulást mérjék.
A startra 1964. április 8-án került sor, 11 óra után 1 másodperccel (16:00:01 UTC). A Titan II első fokozatának kiégésére 64 kilométer magasan és 91 kilométerre a starthelytől került sor, majd a második fokozat is rendben működött, így öt és fél perccel a start után az űrszerelvény 160 kilométer magasan és 1000 kilométerre az indítóállástól Föld körüli pályára állt, elérve az első kozmikus sebességet. A pályára állás során egyetlen apróbb hiba merült fel, a rakéta égésvégi sebessége 7 m/sec-mal nagyobb volt, mint a tervezett, így az űreszköz pályája is elnyúltabb lett, a 299 kilométeres földtávolpont helyett 320 kilométerre tevődött át a csúcsmagasság. Ennek következtében az a tervezett idő, amikor az űrhajó magától visszatért, három és fél nap helyett négy napra hosszabbodott. A hivatalos program 3 keringésig tartott, eddig kísérte figyelemmel az irányítás a repülési adatokat és sikeresnek nyilvánították a tesztet. Az űrhajó visszatérésének figyelését persze tovább végezte az irányítás, ami 4 nap múltán, 1964. április 12-én történt meg, amikor az űrhajó belesüllyedt a sűrűbb légrétegekbe, ahol elégett és a roncsok a déli Atlanti-óceánba csapódtak Dél-Amerika és Afrika között.

#### Gemini–2
A Gemini–2 volt a program másik személyzet nélküli tesztrepülése, amelyen a kettéosztott célok mentén az űrhajó légköri visszatérését tesztelték. Ennek a repülésnek az előkészületei meglehetősen elnyúltak, a leginkább hátráltatva az egész Gemini–program előrehaladását. A legfőbb probléma az új Gemini űrhajóval volt. Mivel erre a repülésre már egy teljes értékű példányt akartak beállítani, a fejlesztés alatt álló Gemini űrhajónak teljesen el kellett készülnie, amit a gyártó McDonnell (illetve az egyes rendszereket beszállító további néhány alvállalkozó) csak késve tudott teljesíteni. Ezt tetézte, hogy több hurrikán is áthaladt Florida felett, villámcsapás érte a rakétát, oxigéntartályt kellett cserélni stb.
A második tesztrepüléssel kapcsolatos legnagyobb probléma 1964. december 9-én következett el. Aznap volt az űreszköz tervezett startja, amelyben a visszaszámlálás eljutott egészen a nulláig, amikor a beépített Üzemzavar Érzékelő Rendszer jelzett és leállította a hajtóműveket, lényegében a lehetséges legutolsó pillanatban (a hajtóművek már jártak, de a leszorító csavarok még a Földön tartották a rakétát).
A hibás startot követően egy hosszabb folyamat kezdődött a hibakeresésre, illetve a rakéta újbóli startfelkészítésére (a fő problémát a teljesen feltöltött hordozóeszköz üzemanyagának és oxidálóanyagának lefejtése, valamint az élesen, de szabályszerű működés nélkül robbanásveszélyesen maradt pirotechnikai töltetek deaktiválása jelentette). A hibás alkatrészek cseredarabjainak megérkezése után az ismételt start előkészítése is megtörtént. A Gemini–Titan–2 végül 1965. január 19-én 14:03:59-kor (9:03:59 UTC) szállt fel Cape Kennedyről, a 19-es indítóállásból. A Gemini–2 a repülési terv szerint szuborbitális pályán repült (nem is tervezték Föld körüli pályára állítani), amelynek fő célja az űrhajó minél nagyobb sebességre gyorsítása volt. 6 perc 54 másodperccel a startot követően beindult a fékezési folyamat és az űrhajó (illetve a rakéta) 3422 kilométerre a starthelytől az Atlanti-óceánon ért vizet. A leszállásra 26 kilométerre a tervezett leszállási ponttól és 83 kilométerre a kiemelésre kirendelt U.S.S. Lake Champlain repülőgép hordozótól került sor. A fő repülési célokat elérték, egyedül az üzemanyagcellák és a hűtési rendszer működésében lépett fel zavar (előbbi még a start előtt leállt, utóbbi pedig nem kellő hőmérsékletet biztosított), a teszt fő tárgyának szolgáló hőpajzs tökéletesen tette a dolgát.

### Gemini–3

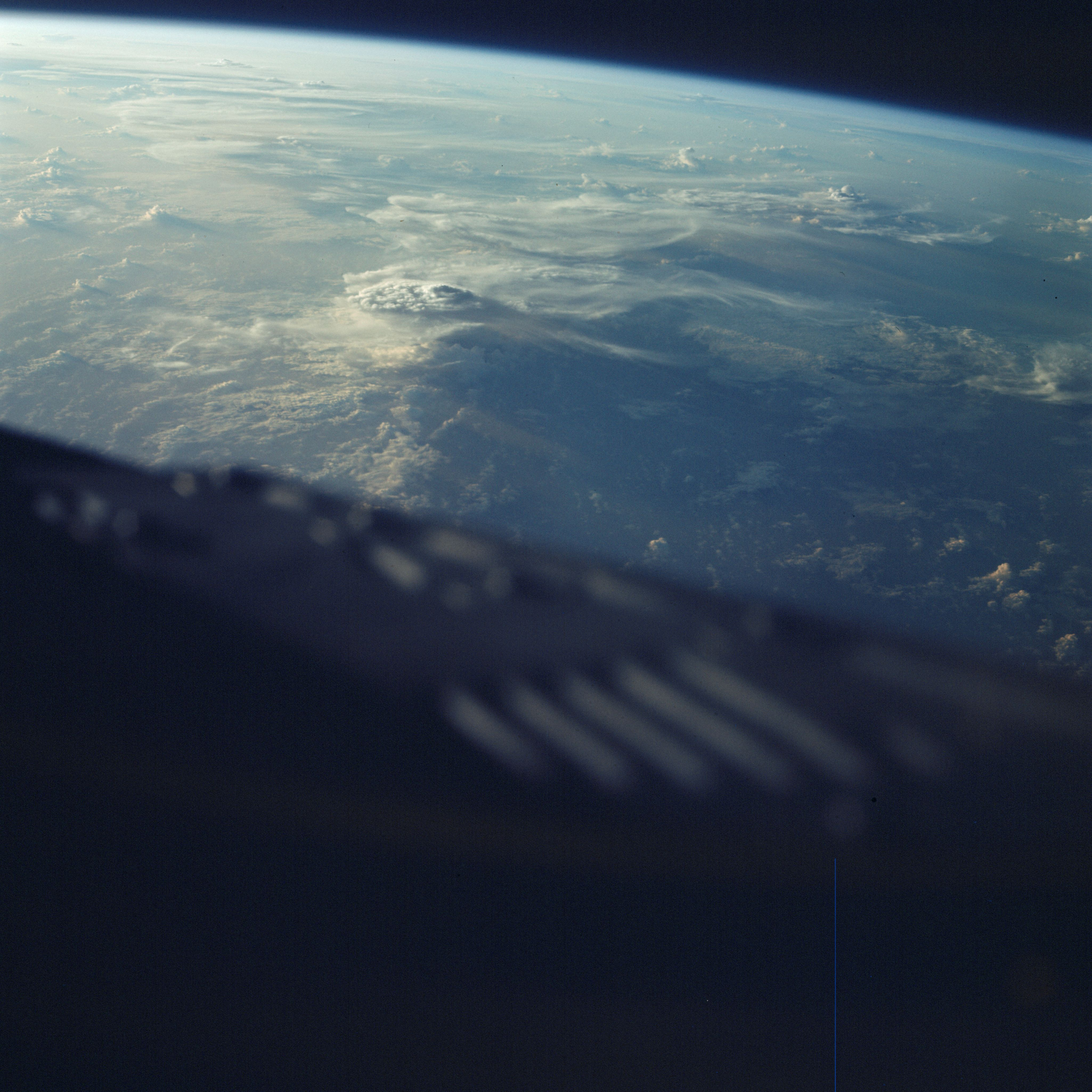
A Gemini–3-ból a felhők pettyezte légkör látszik, ahogy körbeöleli a Földet

A két sikeres, személyzet nélküli repülést követően a NASA vezetése engedélyt adott az emberekkel végzett első repülés előkészítésére és megvalósítására. A fő feladat „demonstrálni és felmérni az űrhajóban, a hordozóeszközben és az eljárásokban rejlő képességeket a jövőbeni hosszútávú és randevú repülések érdekében” volt. Ennek megválaszolására egyedül az okozott dilemmát, hogy milyen hosszú repülés tudja ezt megvalósítani. Sok vita után megmaradtak a még a Gemini-program általános tervezésénél felvázolt – inkább a hiányos Mercury tapasztalatokon alapuló – három Föld körüli keringésig tartó verziónál. A rövid repülési idő, valamint az űrhajósok számára korlátozottan rendelkezésre álló felkészülési idő folytán a küldetéstervezés csak olyan kísérleteket tudott betervezni a repülésre, amelyek nem igényeltek komolyabb felkészülést és az űrhajósok egyszerűen és gyorsan végre tudták hajtani, ezért mindössze három kísérletet – egy a sugárzásnak a sejtekre való hatását mérő, egy sejtnövesztési és egy kommunikációs kísérletet – terveztek be a fő, az űrhajó manőverezőképességét kipróbáló tesztek mellé. Ezzel a Gemini–3 egyfajta hidat képzett a rövid, de hatékony repülésével a nyúlfarknyi Mercury repülések és a későbbi, az akár egy hetet is meghaladó, bonyolult Gemini repülések között.
Személyzetként Gus Grissom parancsnokot és John Young pilótát nevezte meg a NASA, előbbi a Molly Brown nevet választotta az űrhajónak. A startra 1965. március 23-án, helyi idő szerint 9:24-kor (14:24 UTC) került sor Cape Kennedy LC-19 indítóállásából. A három fordulatos repülés nagyon hamar lezajlott: az első keringésben elhárítottak egy kisebb műszerfal hibát, illetve nekiláttak a kísérleteknek, amelyek azonban nem sikerültek, a második keringésben került sor a történelmi és egyben legfontosabb próbára, az űrhajósok önállóan manővereztek – pályát változtattak az űrhajóval. Végül a harmadik körben már a leszállás előkészületeivel voltak elfoglalva. A leszállásra 4 óra 55 perc 14 másodperc repülés után került sor az Atlanti-óceánon, ahol a USS Intrepid anyahajó szedte fel az űrhajósokat. Ezzel az űrhajó berepülése sikeresen teljesítésre került, utat nyitva a későbbi, komolyabb Gemini repülések előtt.

### Voszhod–2
A Szovjetunióban is a Geminihez hasonló továbblépésen dolgoztak – bár teljesen titokban –, a Vosztok–program sikerei után a Szergej Koroljov vezette szovjet űrkutatás átlépett a Voszhod-programba, amelynek ugyanúgy a holdi műveletek lehetőségeinek (többszemélyes, manőverezhető űrhajó, űrrandevú, dokkolás, űrséta stb.) kidolgozása volt a célja. Ennek érdekében a Voszhod–1-gyel előbb három űrhajós először startolt egy űrhajóban és jutott el a világűrbe, ismét leelőzve bármiféle Gemini űrhajót. Majd ezután 1965. március 18-án, öt nappal megelőzve a Gemini–3-at Bajkonurból felszállt a Voszhod–2, fedélzetén Pavel Beljajev és Alekszej Leonov űrhajósokkal, hogy egy nem különösebben hosszú – 1 nap 2 óra 2 perces időtartamú – repüléssel egy újabb űrbeli elsőséget állítsanak fel: Alekszej Leonov a világon elsőként végzett űrsétát. Amerika lemaradása látszólag még mindig fennállt a korábbi programokhoz és űrteljesítményekhez hasonlóan, a szovjetek ismét előbb mutattak be űrműveleteket, mint ők.
Amit a szovjet híradások nem adtak közre, az az volt, hogy a világ első űrsétája, illetve az azt övező űrrepülés mennyire csak félsiker volt. Leonov ugyan negyed óráig kinn volt az űrben, ám az űrhajós és az űrruha kialakítása miatt alig tudott visszatérni az űrhajóba és kis híján belehalt az erőfeszítésbe (az űrruha a belső nyomástól annyira felfújódott, hogy Leonovból lényegében egy nagy Michelin-baba lett, aki nem tudott visszamászni az űrhajó zsilipjébe, ahonnan kijött, csak ha leeresztette az űrruha belső levegőjét, azt kockáztatva, hogy megfullad). A problémák később is folytatódtak: az űrkabinból is szivárogni kezdett a levegő, majd navigációs problémák miatt a fékezést kézi vezérléssel kellett kivitelezni. Ennek hatására a leszállás is több száz kilométerre a kijelölt helytől, Perm város közelében került sor. A mentőegységeknek negyvennyolc órájába telt, hogy a havas erdőből kimentsék az először halottnak hitt két űrhajóst.

## Személyzet
A NASA új helyzetbe került, amikor elindította a Gemini–programot, lényegében azonnal felismerték, hogy az Eredeti Hetek hét – majd Deke Slayton betegsége után csak hat – űrhajósa nem elég a programhoz. A legénységek jelölésekor eleve két repülés legénységét nevezték meg előre, ahol egyrészt a kétszemélyes személyzet, másrészt az egyszerre kijelölt tartalék legénység miatt egyszerre legalább nyolc űrhajós kapott hivatalos legénységi kijelölést (két-két elsődlegesen repülő űrhajós és két-két tartalék). Ráadásul a hét Mercury űrhajós csapata is fogyatkozni kezdett: előbb Slayton vált ki betegség miatt, majd őt követte Alan Shepard egy fülproblémával, végül Glenn kezdett politikai ambíciókat kergetni és eltávolodni az űrhajósmunkától, míg Carpentert a Mercury–Atlas–7-en nyújtott teljesítménye alapján eleve alkalmatlannak tartotta a NASA további űrhajós feladatokra. A helyzetet felismerve a NASA új űrhajós válogatási fordulót hirdetett (ezúttal kevésbé szigorú orvosi, de sokkal akkurátusabb mérnöki követelményekkel). A második űrhajós kiválasztási tesztsorozaton végül kilenc új űrhajósjelöltet választottak ki, akik a csoportjuknak az Új Kilencek nevet adták. A NASA nekik szánta a Gemini repülések dandárját és majd az Apollo repülések legénységének gerincét is ők adták.
A Gemini–4 számára is az új kilencek csoportjából válogatott Deke Slayton, a legénységi ügyekért felelős NASA vezető személyzetet. Jim McDivitt parancsnok és Ed White pilóta alkotta az első tisztán a második csoportból verbuválódott legénységet a Gemini–program során (megelőzve olyan Mercury veteránokat, mint Wally Schirra, vagy Gordo Cooper). A tartalék legénység is ugyanebből a csoportból került ki.
A Gemini–4 személyzete volt az első, amelyik nem élhetett az előjogával, hogy elnevezze az űrhajóját. MecDivitték eredetileg az American Eagle hívójelet akarták használni (egyben nevet adva az űrhajónak is), ám a NASA ezt elvetette és a Molly Brown-ügyet követően egyedül a hivatalos Gemini 4 jelzést engedélyezte a repüléshez. Ahogy a névadásban az „utolsó utáni” lett a legénység, úgy az azóta hagyománnyá vált legénységi jelvényben (amit azóta hagyományosan felvarróként is alkalmaznak az űrruhán), az „első előttiek” lettek. Leonov űrsétája után a legénység úgy döntött, hogy kell valamilyen megkülönböztető jelzés, amellyel amerikai mivoltukat hangsúlyozzák, ezért felvarróként egy amerikai zászlót tettek az űrruhájukra (Leonov a sisakján viselte az összetéveszthetetlen CCCP feliratot). Később az amerikai zászló megjelent minden amerikai űrruhán. Egyúttal McDivitték, igaz csak később készítettek egy jelvényt is, amelyen egy sas ül a Gemini kabin tetején (reflektálva az eredetileg tervezett American Eagle megnevezésre) és a nevük szerepel a kvázi címeren. Ez a szokás később meghonosodott és a következő, Gemini–5 jelű repüléstől kezdve minden amerikai repülésnek van saját jelvénye.

### Repülő személyzet

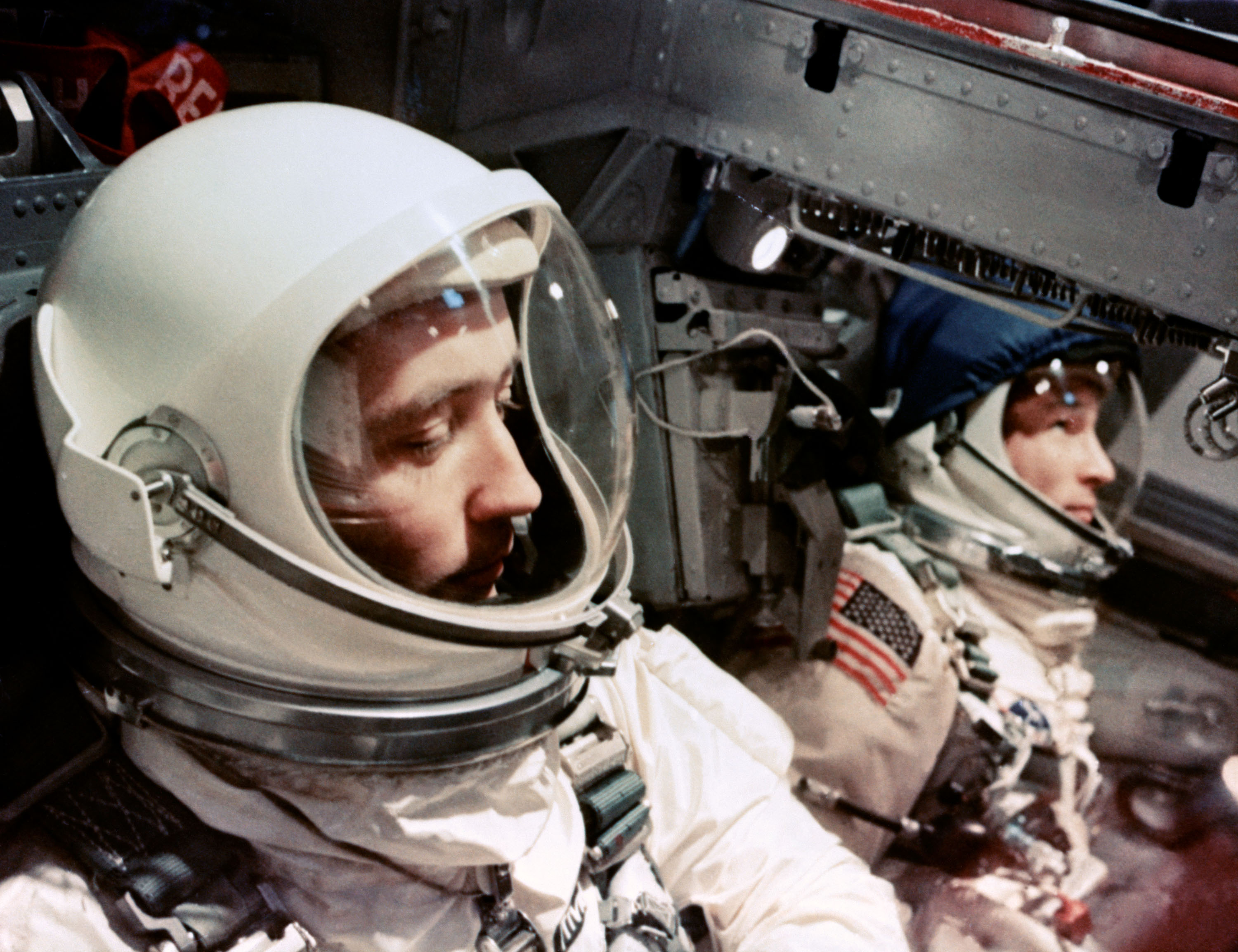
Jim McDivitt parancsnok és Ed White a Gemini-4 fedélzetén

| Beosztás   | Űrhajós                    | Űrhajós                    |
| ---------- | -------------------------- | -------------------------- |
| Parancsnok | Jim McDivitt (2) űrrepülés | Jim McDivitt (2) űrrepülés |
| Pilóta     | Ed White (1) űrrepülés     | Ed White (1) űrrepülés     |

### Tartalék személyzet
| Beosztás   | Űrhajós                    | Űrhajós                    |
| ---------- | -------------------------- | -------------------------- |
| Parancsnok | Frank Borman (2) űrrepülés | Frank Borman (2) űrrepülés |
| Pilóta     | Jim Lovell (4) űrrepülés   | Jim Lovell (4) űrrepülés   |

## Repülés

### A repülés közvetlen előkészítése
A NASA még 1963 áprilisában lefektetett egy vázat a Gemini–program repülései számára, amelyben a Gemini–4 egy hétnapos repülésre indult volna, egy randevúkísérlettel megspékelve. Azonban a repülés előkészítésének idejére a realitások ezt kissé átírták. Elsősorban a repülés hosszán kellett változtatni, mivel az űrhajó energiaellátására tervezett üzemanyagcella fejlesztése még le volt maradva, így a berendezés kényszerű cseréje akkumulátorokra, négy naposra csökkentette a repülés hosszát. Az eredeti tervekhez képest újdonságként merült fel egy űrséta lehetősége is. Az űrséta szükségessége azért kapott hirtelen prioritást, mivel a Szovjetunió ismét megelőzte a NASA-t Alekszej Arhipovics Leonov űrsétájával a Voszhod–2 repülésén 1965. március 18-án, ám az amerikaiak csak egy jóval későbbi Gemini repülésen tervezték azt, amellyel egy évet is meghaladta volna a két űrséta között az időkülönbség, amely a közvélemény előtt a lemaradás tényét konzerválta volna. Ebből a megfontolásból előre kellett hozni az első amerikai űrsétát és erre a soron következő Gemini–4-et látták a legmegfelelőbbnek. Cserébe viszont ejtették az első űrrandevú kísérletet egy arra a célra kifejlesztett céltárggyal, helyette az űrhajót pályára állító rakétafokozattal való találkozásra egyszerűsítették a próbát. Ehhez a NASA-nak az űrsétára is alkalmas űrruha gyártását kellett előbbre hoznia a tervezetthez képest.

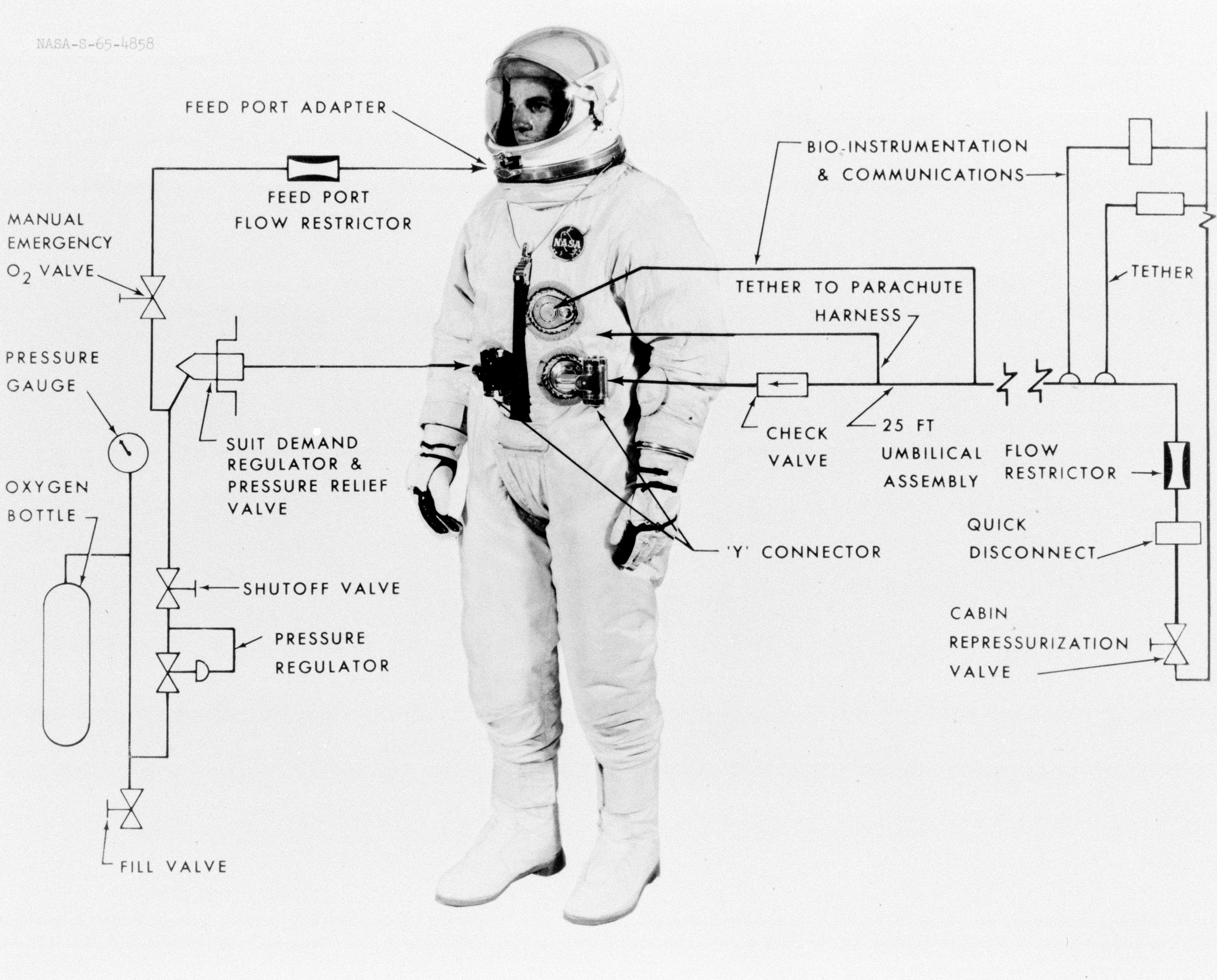
Az új G–4C Gemini űrruha, amit az űrsétához fejlesztett ki a NASA

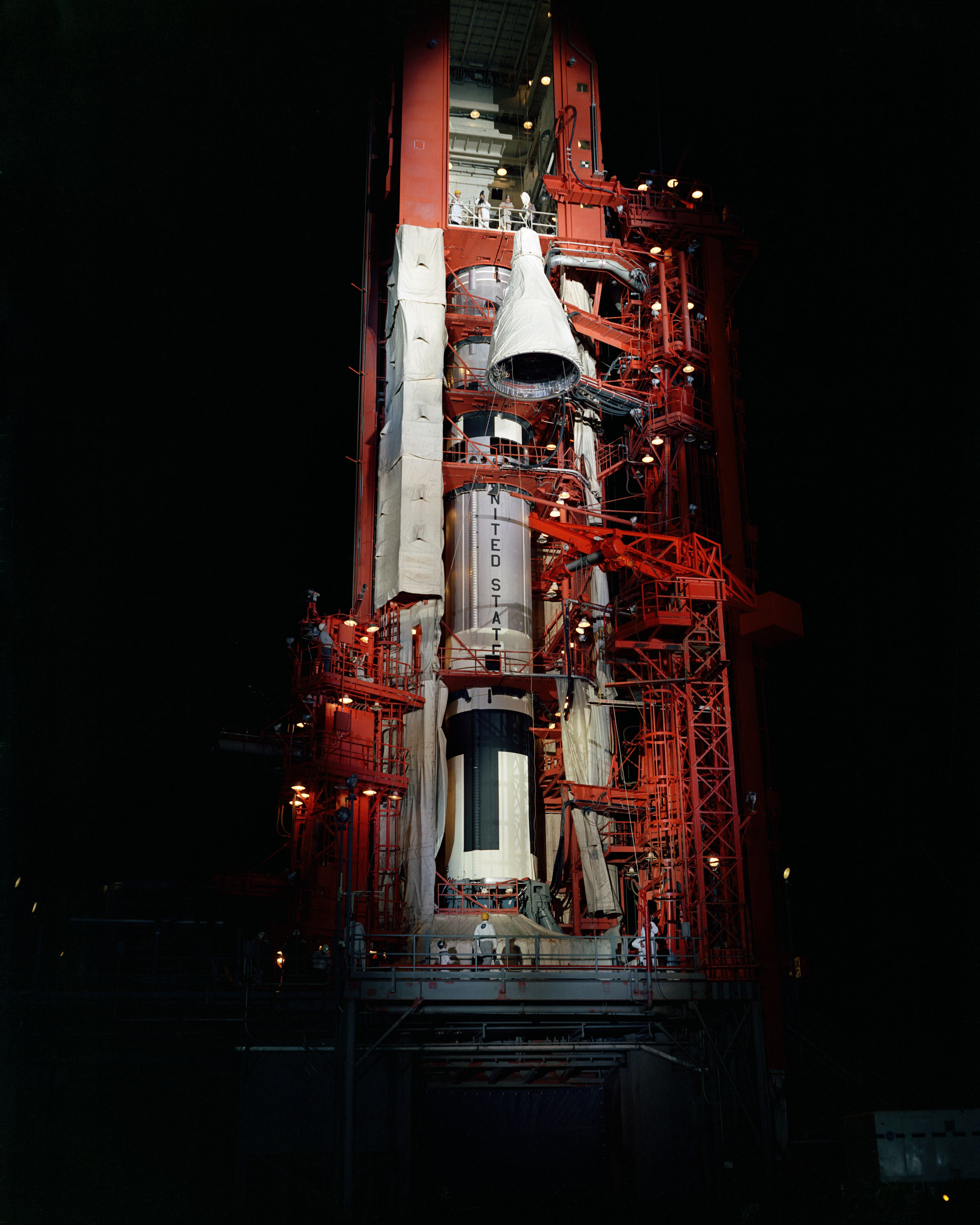
A Gemini–4 végszerelése a 19-es indítóállásban Cape Kennedy-n

Az űrséta gondolata egészen a Gemini-program tervezésének kezdeteitől jelen volt. A nyilvánosság előtt először 1964 júliusában jelentette be Kenneth Kleinknecht – a Gemini–program helyettes vezetője –, hogy az űrhajósok megpróbálkoznak kinyitni az űrhajó ajtaját és a fejüket kidugják az űrbe, kvázi az űrséta előfutáraként. Ennek alapjául egy terv szolgált (Programterv a Gemini Űrjárművön Kívüli Műveleteihez címen), amelynek alapján egy cég megbízást kapott az űrruhához egy mellkason viselhető űrséta csomag kifejlesztésére, illetve a McDonnell is elkezdhette az ehhez szükséges eszközök fejlesztését a Gemini űrhajóhoz. Ekkor Kleinknecht határozottan tagadta még a felállva végzett űrséta (miszerint az egyik űrhajós feláll az ülésében és nagyobb testfelületen érintkezik az űr környezetével) lehetőségét is. Az igazi űrsétához az érintett űrhajósoknak is fel kellett készülni, az emberi oldallal is bizonyítani kellett a technikai feltételek mellett előzetesen a képességet, amihez az űrhajósoknak vákuumkamrában kellett gyakorolniuk. Az első ilyen teszteket Gus Grissom és John Young végezte el a 3-as számú űrhajóval a vákuumkamrában, ahol 46 000 m magasságnak megfelelő körülményeket szimuláltak és úgy nyitották ki az űrhajósok a kabin ajtaját, majd zárták vissza és helyezték ismét nyomás alá a kabinjukat.
A végső repülési terv 1965 elejére készült el és a Gemini–4 legénysége az alapján kezdett az EVA tréningekhez, bár a vita, hogy tényleg lesz-e űrséta a repülésen, még nem ért véget. A vita végére a Voszhod–2 repülése tett pontot. A sikeres vákuumkamra teszteket követően került sor a NASA vezetőinek döntésére. James Webb 1965. május 25-én adta ki a hivatalos engedélyt, hogy a Gemini–4 megkísérelje az űrsétát. Ezt követte a nyilvános bejelentés. Az EVA mibenlétét is ekkor határozták meg. A tervek szerint az űrsétát Ed White hajtotta végre, aki kapott a feladathoz egy kis léghajtásos manőverező egységet (lényegében egy pisztolyt, amiből sűrített levegő kiáramoltatásával tudott mozogni az űrben). A tervekben eredetileg szerepelt egy űrrandevú: az űrhajósoknak a második rakétafokozatot – mivel az ugyanúgy Föld körüli pályára állt, csak kissé eltérő pályán – meg kellett találniuk és odamanőverezni a rakétafokozat mellé. Eszerint a terv szerint az űrséta során az együtt repülő rakétafokozatot kellett körbemanővereznie az űrben szabadon lebegő űrhajósnak. A tervet nagyban gyengítette, hogy a Gemini–4 tervezett felszállásának idejére még nem készült el a randevú radar és a két űrhajós csak a szemére hagyatkozhatott a manőverezéskor, ami nem kecsegtetett sikerrel a randevút illetően. Így az űrrandevút és az űrsétát szétválasztották egymástól.
A négynapos repülés egyben az irányítás átalakítását is megkövetelte, három váltásos, huszonnégy órás irányítóközpontra volt szükség. Chris Kraft lett a Küldetés igazgató és egyben Repülési igazgató, az első váltás vezetője, Gene Kranz lett a második váltás vezetője és John Hodge a harmadik váltásé. A három fő irányítói csapat mellett további teamek álltak fel, némelyek a hardverek gyártói telephelyein, hogy a repülés során előadódó esetleges problémákra minél hamarabb tudjon reagálni a rendszer. A kísérletek végrehajtásához is külön csapat (Irányítóközpont a Gemini kísérleti programja mellett néven) állt fel. Emellett kialakítottak egy olyan szisztematikus rendszert, amellyel hatékonyan tudták fogadni, kiértékelni és közzé tenni azokat az adatokat, amelyek a repülés folyamán keletkeztek és később a többi repüléshez szolgáltak alapadatokat. Erre a feladatra egymagára egy 150 fős Repülés Kiértékelő Csoportot hoztak létre.

### A repülés

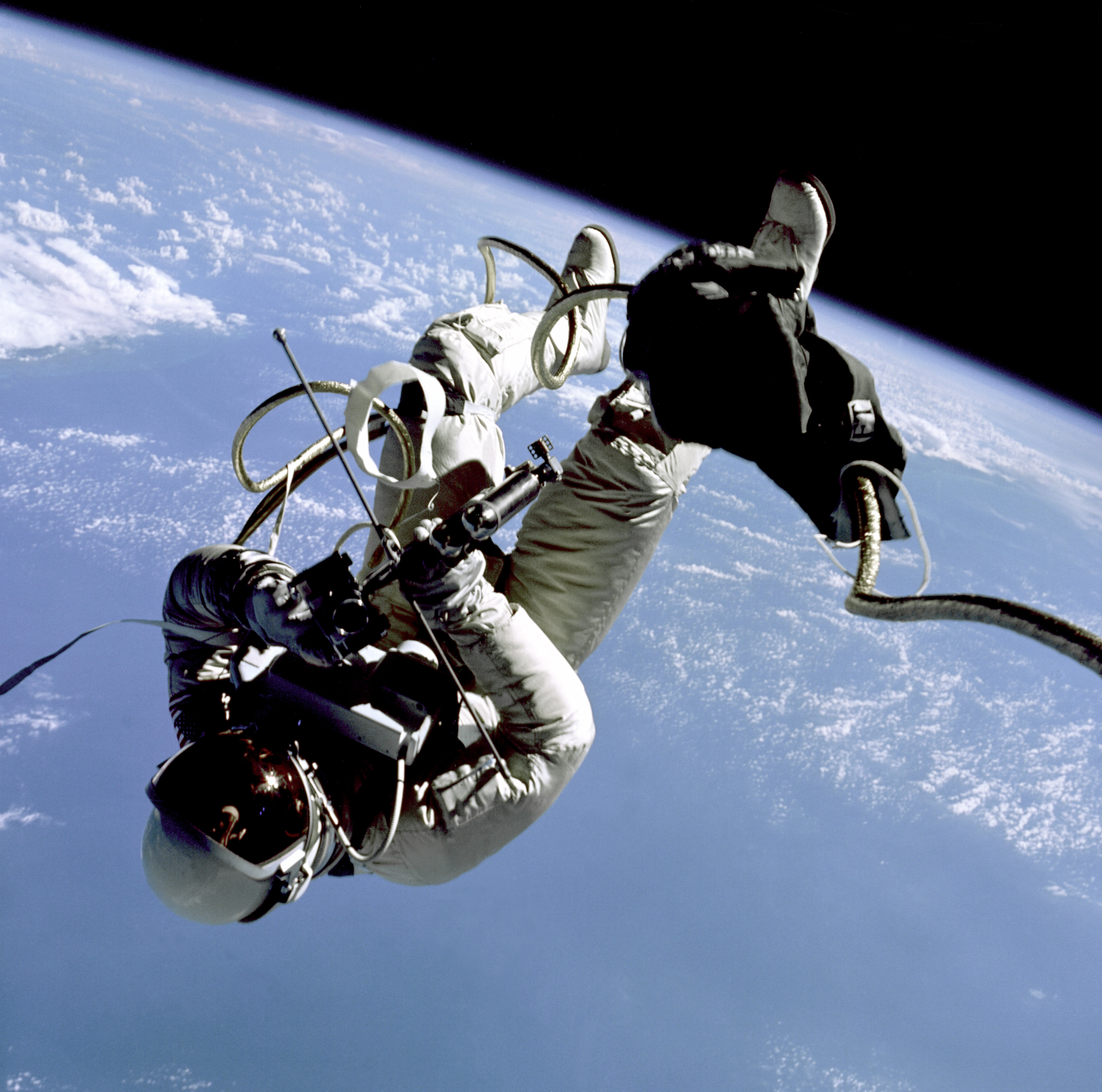
Edward White űrséta közben

#### Felszállás és pályára állás
A Gemini–4 felszállási folyamata 12 órával a tervezett startidőpont előtt kezdődött, ekkor kezdték el feltölteni a rakétát üzemanyaggal. Ezt követte az űrhajósok számára előírt napirend: előző este 20:30-kor terv szerint tértek nyugovóra, majd a start reggelén 4:10-kor ébresztették őket, amit követett egy rövid orvosi vizsgálat, majd az űrhajós reggeli. Eközben a tartalék legénység, Frank Borman és Jim Lovell az űrhajóban ülve elvégezte a műszerek és kapcsolók beállítását, hogy azt ne a legénységnek kelljen és minden a megfelelő állapotban várja az űrhajósokat. A visszaszámlálást egyetlen hiba zavarta meg – az indítóállásban a rakétát függőlegesbe állító emelőszerkezetet nem lehetett vízszintesbe állítani -, amely 1 óra 16 percre leállította a folyamatot.
A felszállásra helyi idő szerint 1965. június 3-án 10:16-kor (15:16 UTC) került sor, amelyet már az újonnan felavatott houstoni Irányítóközpontból vezényeltek. A Gemini–4 indítása is történelmi volt olyan értelemben, hogy először nézhették végig élőben más országokból. 12 európai államban lehetett végigkövetni a tévéközvetítést az Early Bird műholdon keresztül. Ezek miatt a sajtó érdeklődése nagy volt. A NASA-nak több házat is ki kellett bérelnie, hogy az összes akkreditált újságírót (1100 főt) elszállásolja.
Az indítás közel tökéletes volt, az űrhajósok az előző repüléshez hasonlóan alig érzékelték az emelkedést, olyan sima volt. Rövid idő után azonban a rakéta előre hátra rázkódásba (ún. pogo oszcillációba) kezdett, amely azonban hamar elmúlt magától. Az űrhajó 163/282 km magas pályára állt. Az első célok egyike volt, hogy a Gemini tudja-e tartani helyzetét az elhasznált rakétafokozathoz képest. Ez nehezebbnek bizonyult a vártnál. Először úgy fordították a Geminit, hogy az a rakétafokozat felé nézzen, amelyet hamar megpillantottak és amely még mindig hevesen kifelé bocsátotta a maradék üzemanyagát. McDivitt megpróbálkozott a megközelítéssel, a rakétafokozat felé fordította az űrhajó orrát, majd a manőverező fúvókákkal néhány lökettel elindult felé, ám a rakéta mégsem közeledett hozzájuk, hanem távolabbra és alájuk került. Öt perc múlva újabb próbálkozás következett, ismét a beállítva a rakétafokozatot a célkeresztbe újabb löketekkel próbáltak az űrhajósok közelíteni, ismét sikertelenül. Közben az űrhajó és a rakéta beértek a Föld sötét félgömbje fölé, ahol nem folytatódhattak a kísérletek, az űrhajósok mindössze a rakéta helyzetjelző világítását figyelték meg. Amikor újra kiértek a megvilágított félgömb fölé, a rakétafokozat már kb. 600 méterre volt az űrhajótól. McDivitt ekkor újra próbálkozott a randevúval. Néhány megközelítési kísérlet után a személyzet megkérdezte Chris Kraftot, az irányítás főnökét, hogy mi a fontosabb az EVA, vagy a randevú, lévén, hogy kezdtek kifogyni a manőverezéshez szükséges üzemanyagból. Az irányítás egyértelműen az űrsétát jelölte meg prioritásnak, így az űrhajósok feladták a további próbálkozásokat az űrrandevúval kapcsolatban, amelyet későbbi küldetéseken is kipróbálhatnak. A világon először McDivitt és White tapasztalhatta meg, hogy az űrbeli három dimenziós mozgás bonyolultabb, mint a földfelszínen a két dimenziós és egy űrbeli tárgy (vagy pont) megközelítése bonyolultabb műveleteket igényel, mintsem „megcélozni valamit az űrhajó orrával, gázt adni és odamenni”, illetve, hogy a csak emberi szemmel felmért manőverek nem sikeresek, mindenképpen kell hozzá randevú radar és számítógép (amik akkoriban még nem álltak rendelkezésre).

#### Az űrséta
A balsikerű randevúkísérletet követően elkezdődött a legfontosabb kísérlet, az űrséta előkészítése. Ez leginkább White-nak jelentett feladatot, aki először összerakta a manőverezésre használt léghajtásos pisztolyt, miközben McDivitt felolvasta neki az ellenőrzőlistát, hogy hogyan állítsa össze és helyezze üzembe azt. Aztán White-nak ugyanígy össze kellett állítania és csatlakoztatni a köldökzsinórt, illetve a vészhelyzeti oxigén tartalmazó mellkasra szerelhető csomagot az űrruha megfelelő csatlakozó fogadó aljzataihoz. A küldetés tervezők nem tudták ez a felkészülés mennyi időt fog igénybe venni, ezért hosszú időt terveztek be, de White 20 perccel a kitűzött idő előtt kész lett, igaz parancsnoka szerint máris fáradtnak és kimelegedettnek tűnt az erőfeszítésektől. Ezért a parancsnok javasolta, hogy az űrsétát halasszák el a harmadik keringésre. Az űrhajósok éppen megpihentek tehát, amikor átrepültek Cape Kennedy felett, ahol kedélyes csevegésbe kezdtek a látványról Gus Grissommal, a CapCom-mal. Végül McDivitt és White még egy ellenőrzést végzett, hogy minden cső, csatlakozó megfelelően került-e a helyére és az Indiai-óceán fölé érve jelezte a páros, hogy készen állnak a műveletre.
Már Carnarvon, Ausztrália felett járt az űrhajó, amikor az űrhajósok elkezdték kihermetizálni a kabint. Ekkor azonban váratlan problémába ütköztek, az ajtó nem akart nyílni, egy hibás rugó visszatartotta. Sok rángatás és ütögetés után az ajtó egyszer csak hirtelen feltárult, igaz meglepte White-ot, hogy a súlytalanság ellenére az milyen nehezen ment. Amint az ajtó nyitva állt, White lassan kiemelkedett az ülésből és kilebegett az ajtón, amire előzőleg felerősített egy fényképezőgépet, amely megörökíthette az ő űrbéli mozgását, kezében a mozgását segítő pisztollyal, a köldökzsinórt maga után húzva. White először kipróbálta a pisztolyt, kis löketeket adva arrább úszott az űrhajótól, nagyjából 5 méterre távolodott, ami több volt, amint amennyire eredetileg akart menni. A szándéka az volt, hogy átkerül McDivitt ablaka elé. Próbált a pisztollyal határozott irányú mozgásokat végezni, de arra jutott, hogy egyszerre több irányban is mozog egy-egy löketet követően, a legkevésbé hatékonynak a saját tengelye körüli forgást ítélte meg. Túl sokat nem is akarta használni a pisztolyt, hogy a hajtóanyaga ne fogyjon túlzottan. Ezután ellebegett az űrhajó farához, ahol látta működni a kis kormányfúvókákat, ahogy McDivitt próbálta stabilan tartani velük az űrhajót, így White hamar megpróbálta elnavigálni magát a rá veszélyt jelentő fúvókáktól, inkább az űrhajó orra felé vette az irányt. Újra megpróbálta használni a pisztolyt – két bukfencet és két saját tengelye körüli fordulatot végzett – és a pisztoly tartálya kiürült.
Mindeközben az űrhajó elért a Hawaii és a mexikói Guaymas rádióállomások közötti rádiólyuk fölé, így White teljesen önállóan, mindenkitől függetlenül mozoghatott, igaz az irányításnak semmiféle információja nem volt, hogy mi zajlik odafenn. Amikor a kapcsolat újra helyreállt, White rádióforgalmazását röviden bekapcsolták a rádióadók közvetítésében és milliónyian hallhatták első kézből, milyen látvány a Föld 160 kilométer magasból. Hamarosan azonban McDivitt figyelmeztette White-ot, hogy ideje visszatérnie a kabinba. Az egész világ hallhatta, amint White felsóhajt, mielőtt visszatért az űrhajóba:
„Ez életem legszomorúbb pillanata.”

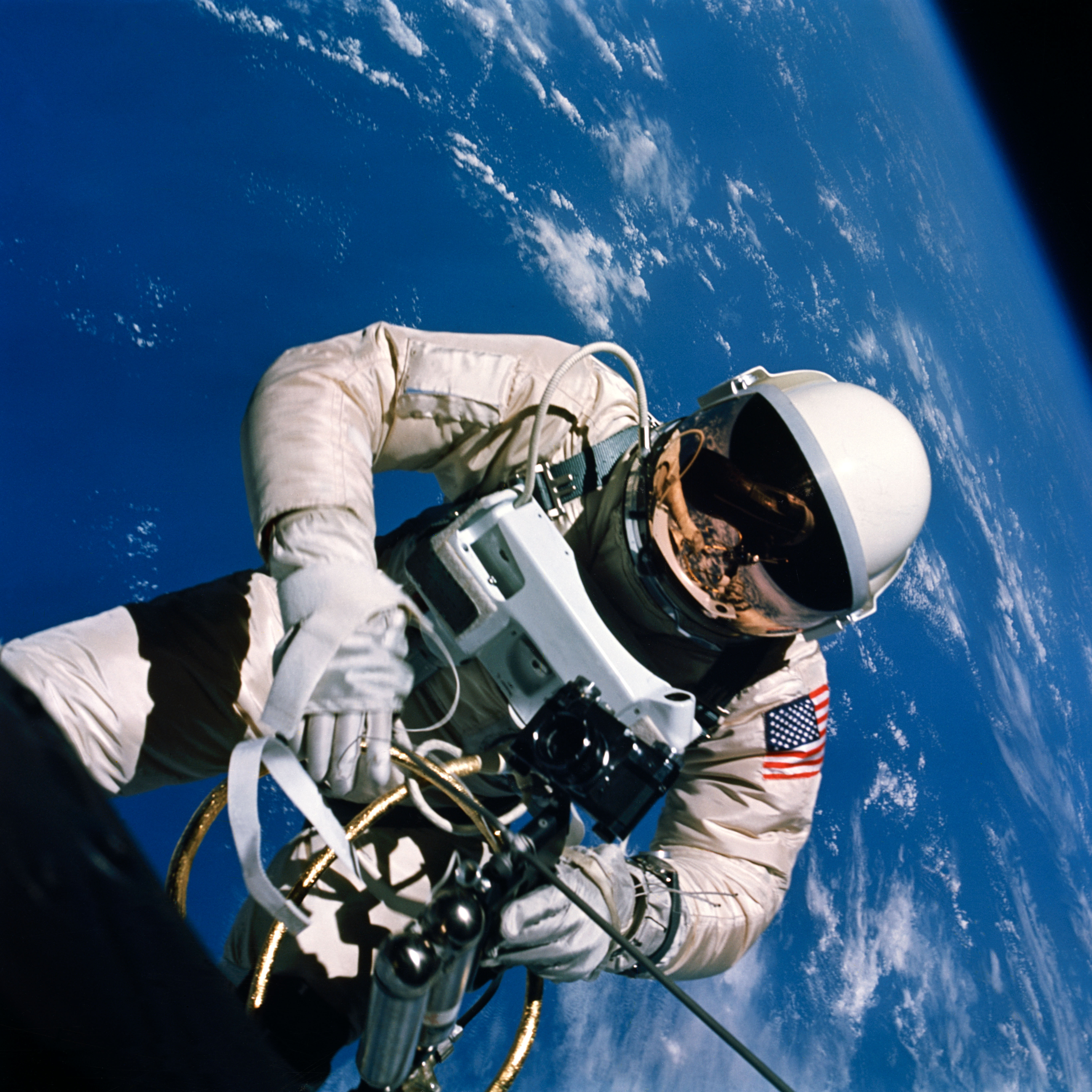
Ed White az első amerikai űrsétán
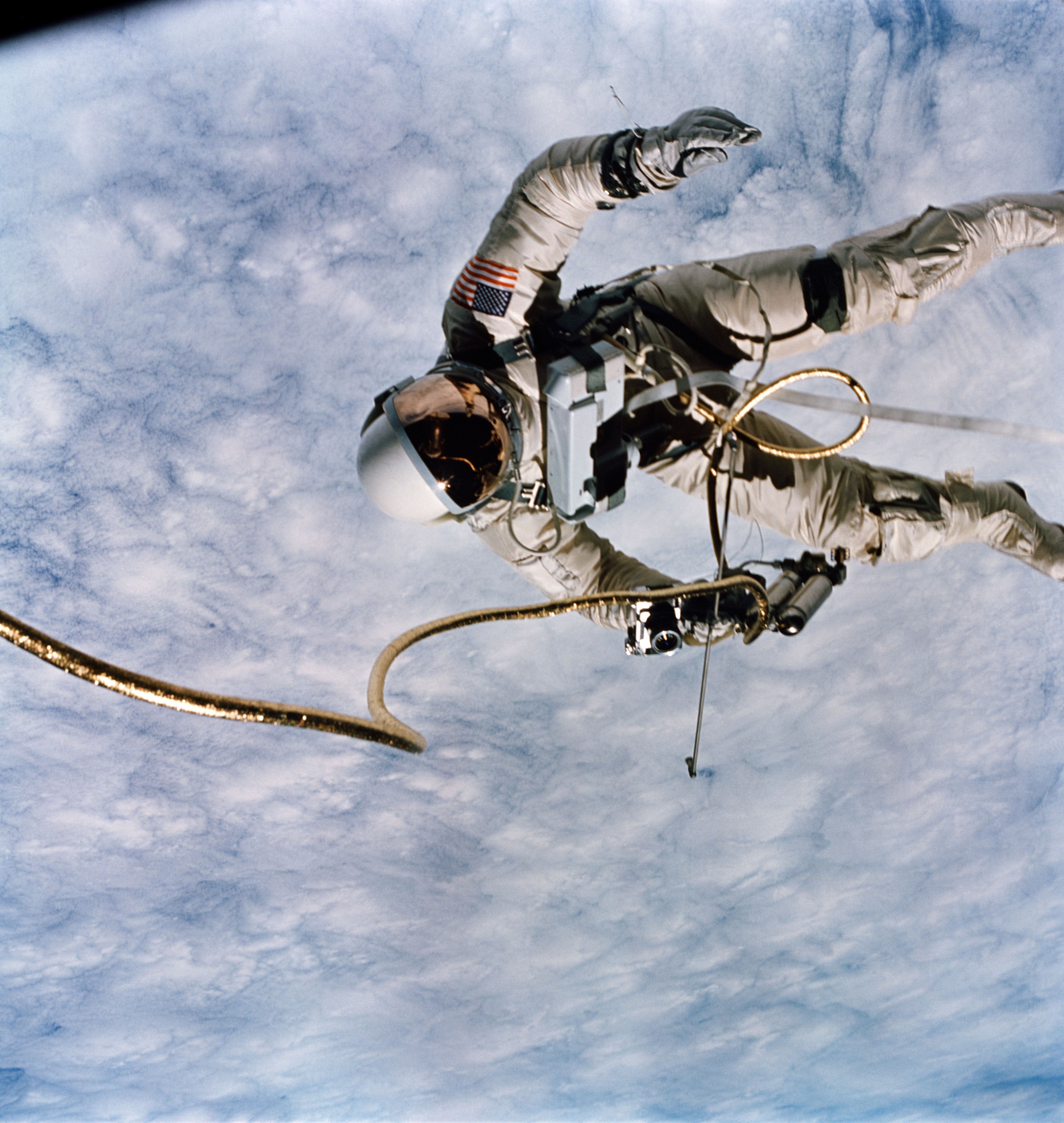
White az űrséta egyik legtávolabbi pontján, kezében a manőverezésre szolgáló eszközzel
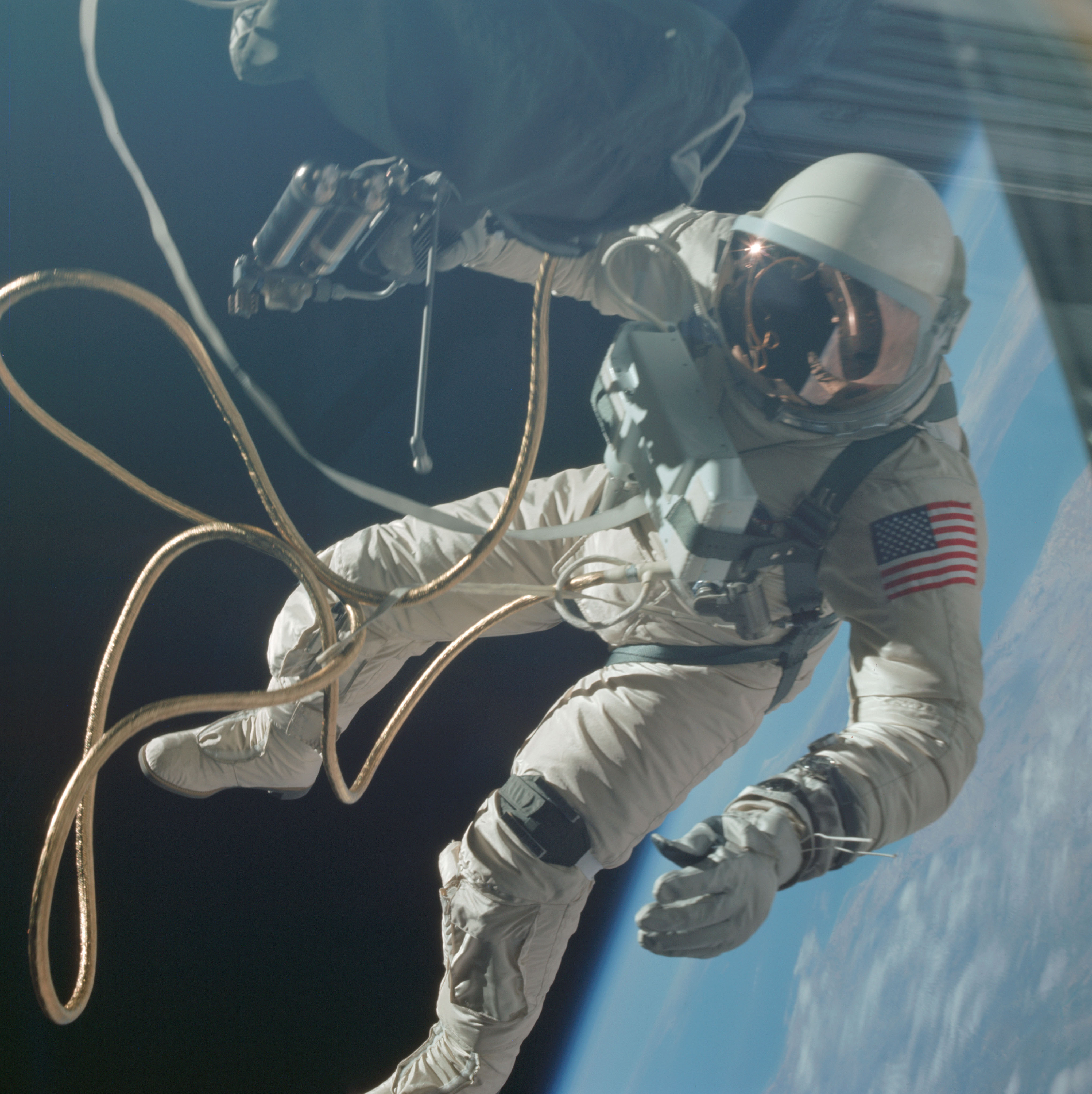
White, a manőverező egység és a köldökzsinór
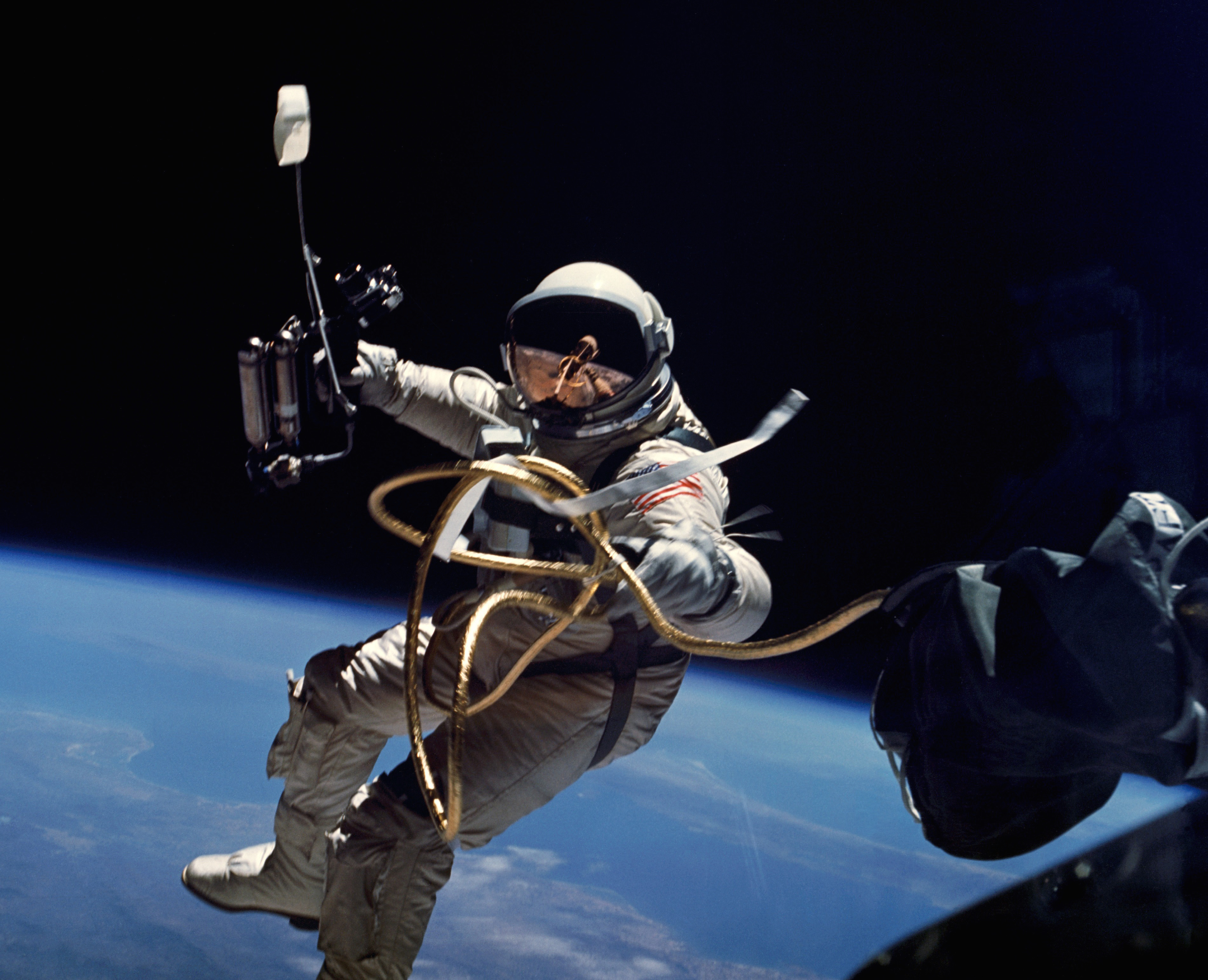
White a fényképezőgépnek pózol
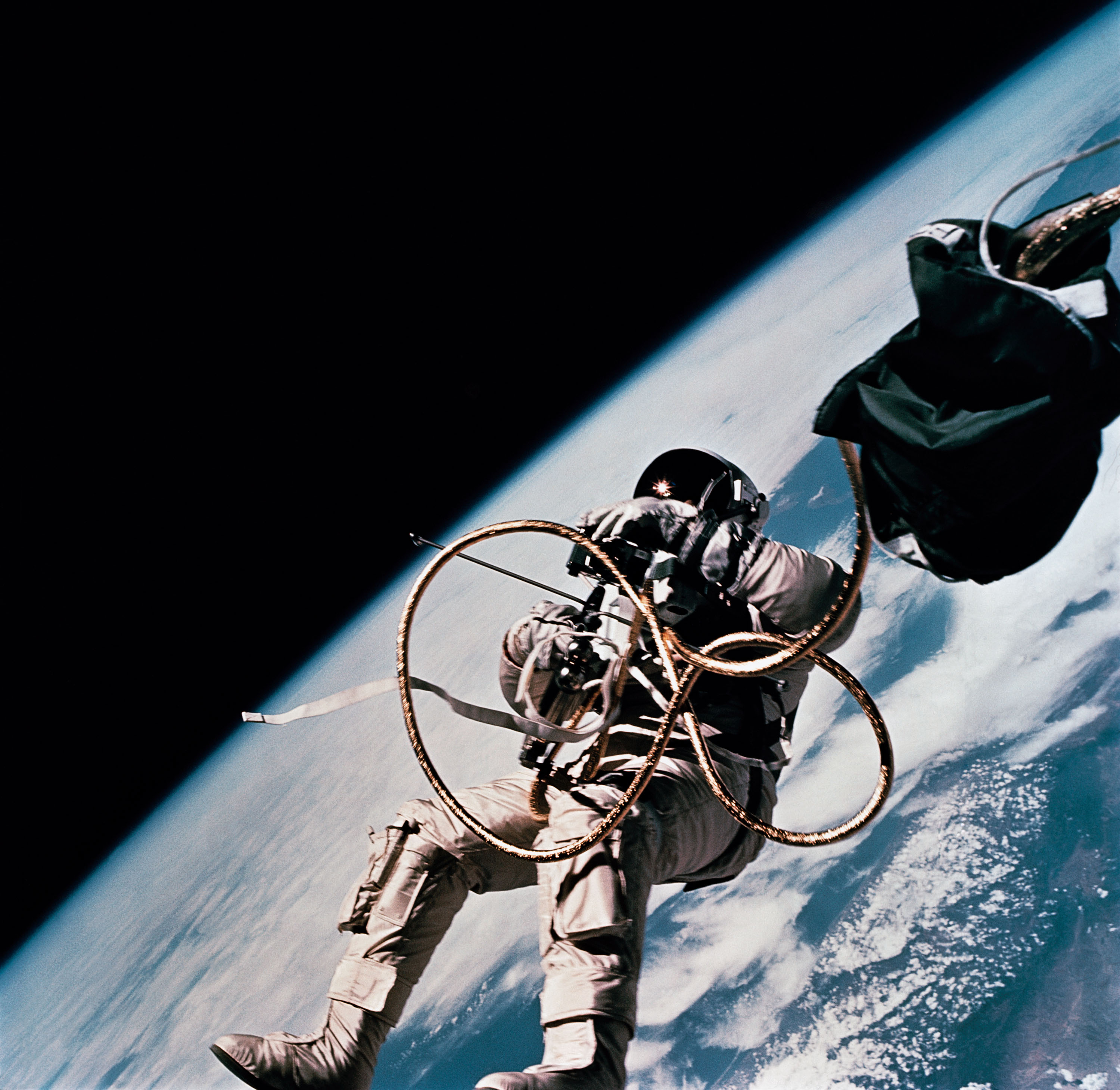
White a mozgást gyakorolja a pisztollyal
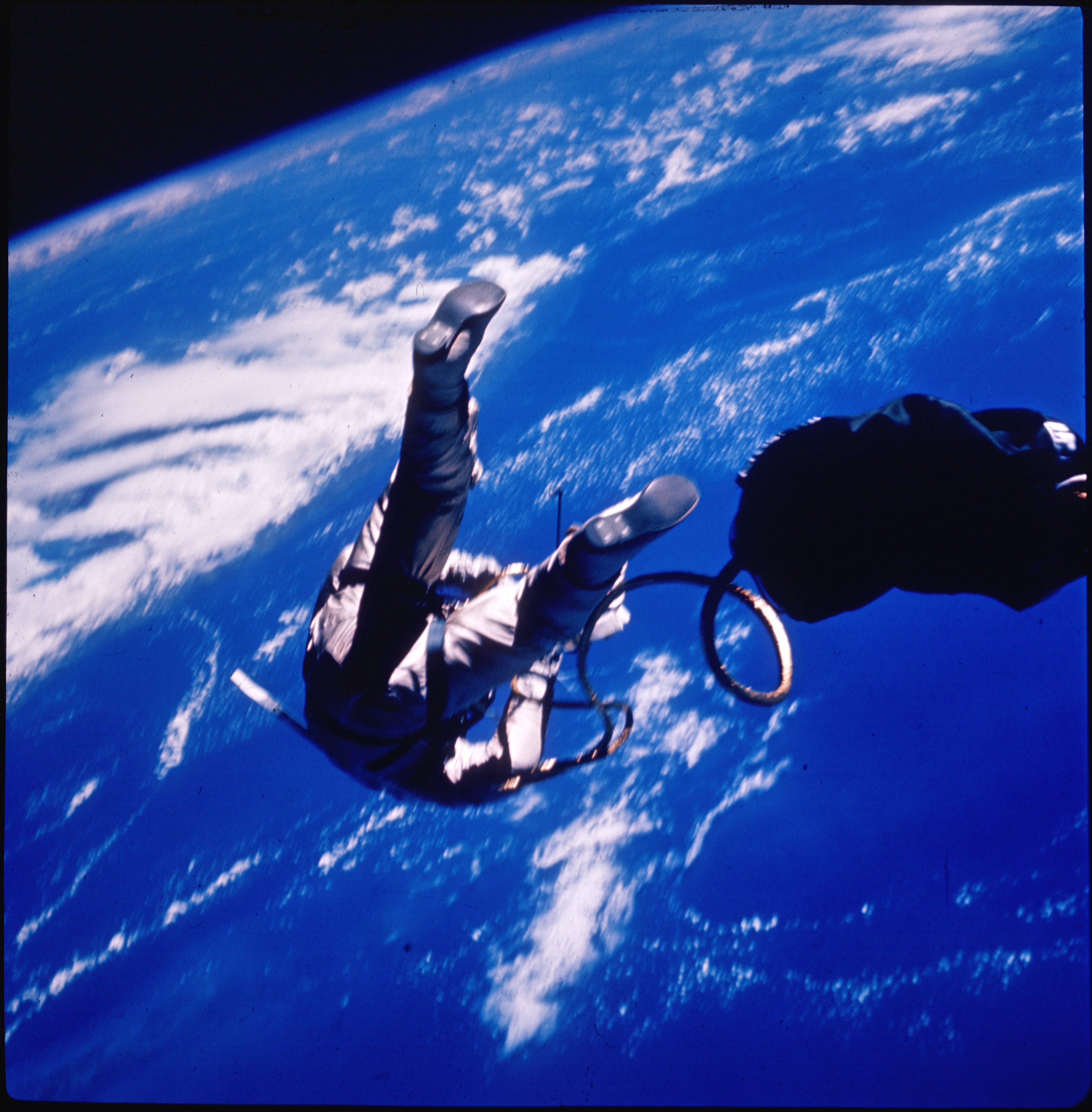
A Mexikói-öböl felett lebegve

White továbbra is kinn maradt, lényegében elvesztette az időérzékét és élvezte a szabadon lebegést (mivel nem volt a kabin külső rádiójára kapcsolva, még az irányítást sem hallotta, szerencsére semmiféle szédülést, hányingert, vagy egyéb zavart nem tapasztalt. McDivitt kérdezte meg az irányítástól, hogy akarnak-e valamit még az űrsétával, amire Chris Kraft, a repülés vezetőjének kissé ingerült parancsa volt a válasz: „Igen. Mondd meg neki, hogy szálljon vissza az űrhajóba.”
McDivitt közvetítette a parancsot Whitenak, majd érezte, ahogy társa lábaival eléri a kabin tetejét és kissé megremeg az űrhajó. White hamarosan a helyéhez ért és visszalebegett az ülésébe. Az űrséta 36 percig tartott. White könnyűnek találta a mozgást az űrhajón kívül. Az űrhajóra való visszatérés után nehéz volt becsukni a nyílást. McDivitt tartotta White-ot, White pedig az ajtó kilincsét húzta és így végül nagy erőlködések árán sikerült légmentesen zárni az ajtót. Amikor végre megpihentek, White teljesen kifáradva., leizzadva ült az ülésében, a sisakbúrája bepárásodott az izzadtságtól és McDivitt is fáradtnak érezte magát az ajtóval való birkózástól, ezért kicsit megpihentek, mielőtt jelentkeztek volna rádión. Végül, amikor ez megtörtént a carnarvoni követőállomás jelentkezett, azaz végül egy teljes keringésnyi ideig – azaz úgy másfél óráig – volt kihermetizálva az űrhajó az űrséta végrehajtása során.

#### A repülés hátralevő része, kísérletek
A két fő célkitűzés, a randevú és az űrséta teljesítését követően következhetett a repülés csendesebb része, illetve annak a célnak az elérése, hogy az űrhajósok négy napot töltsenek el odafönn (az amerikai űrprogramok addigi történetének messze a leghosszabb időtartamát). Első tevékenységük az volt az űrséta lezárását követően, hogy csökkentett módba helyezték az űrhajót (néhány rendszert leállítottak, hogy az ne fogyasszon tovább áramot), hogy szabadon sodródhassanak a következő két és fél órában. A műveleti terv szerint eljött az alvás ideje Ed White számára – az általános terv szerint az űrhajósok négyórás periódusban felváltva akartak aludni –, de a kis kabinban ez nem volt megvalósítható, mivel alig volt hely az űrhajósoknak, csak ülni lehetett, illetve az irányítás folyamatos rádióforgalmazása, valamint a helyzetük tartásához szükséges, automatikus kormányhajtómű működés folyamatos zajjal járt, amelyben nem lehetett pihenni. A kabin kis mérete is akadályokat jelentett (egyes űrhajósok úgy jellemezték az űrhajó nyújtotta belső teret, mint egy Volkswagen Bogár két első ülése), a szolgálatban levő űrhajós folyton hozzáért, meglökte az alvót.

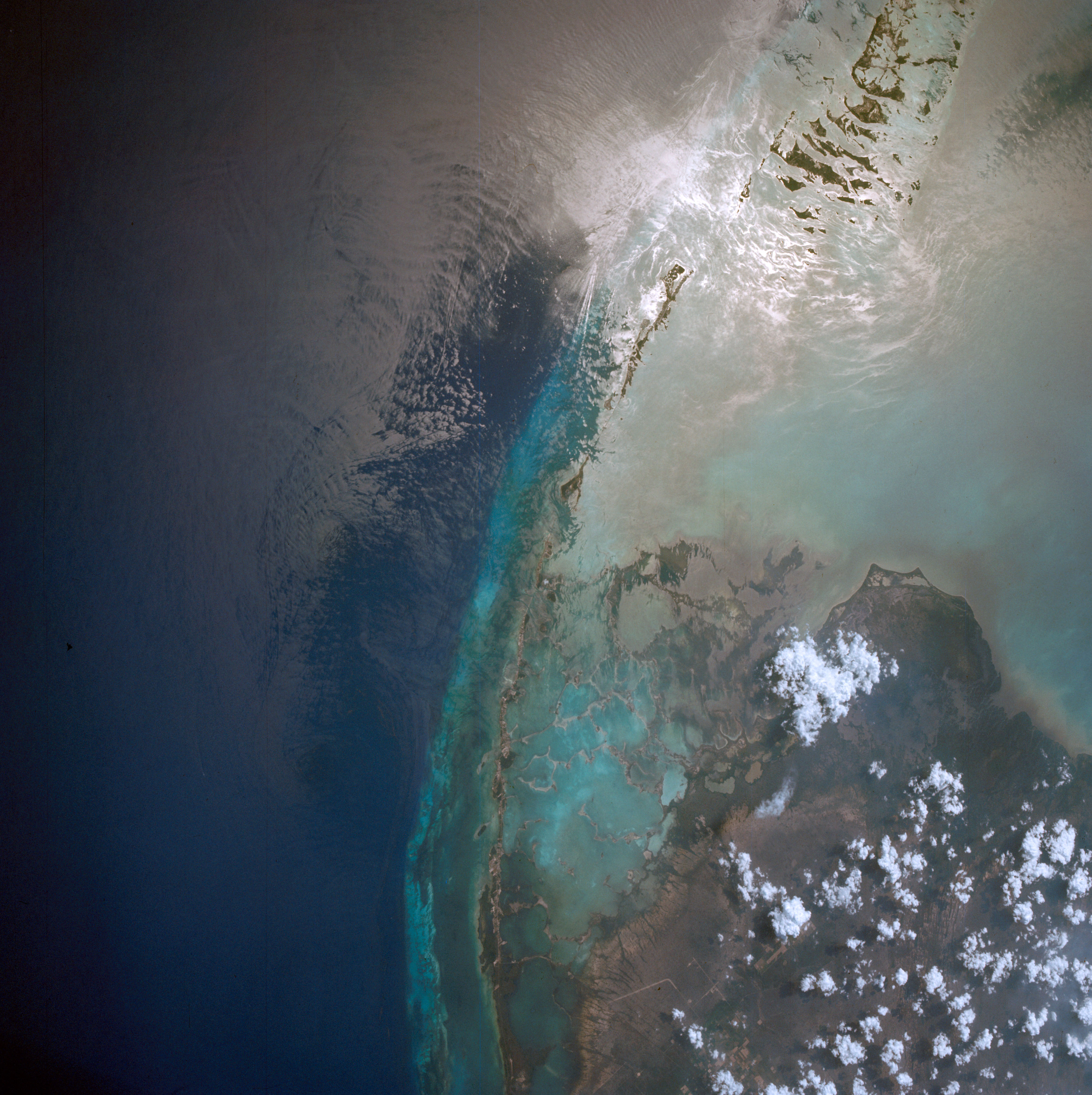
A Florida Keys a Gemini–4-ről fényképezve

Az űrhajón 11 kísérletet végeztek el:
- MSC–1: ebben a kísérletben az űrhajóban fellépő elektrosztatikus töltést mérték, amely a vártnál magasabb értékeket hozott elő.
- MSC–2: az elhelyezett műszer egy proton-elektron spektrométer volt
- MSC–3: ezzel a kísérlettel egy háromtengelyű magnetométerrel végeztek méréseket, amelyek a lokális földmágneses csomópontokat mutatták meg a kutatóknak
- MSC–10: fényképezési kísérlet volt, ahol vörös és kék fényben (fényszűrőkkel) fényképezték a Földet, navigációs fixpontokat kijelölve
- M–3: orvosi kísérlet volt, amelynek keretében az űrhajósok egy bungee kötéllel végeztek erőgyakorlatokat. A repülés utáni kiértékelés során az űrhajósok azt mondták, hogy a gyakorlatok nehezebbé váltak az idő előre haladtával, bár az orvosok szerint ez csak az egyre növekvő kialvatlanságuk okán mutatkozhatott a számukra.
- M–4: szintén orvosi kísérlet volt, amelynek keretében az űrhajósok szívét figyelték meg, de nem a hagyományos EKG, hanem PCG (phonocardiogram, azaz szívhangfelvétel) formájában. Ehhez érzékelőket csatoltak a két űrhajós testére, amely a szívhangok alapján mérte a szívverésüket, különösképpen a felszállás, az űrséta és a visszatérés során. A vártaknak megfelelően az űrhajósok szívverése a normál tartományban volt, kivéve az előbb jelölt három fázist, ahol emelkedett szívverést regisztráltak a műszerek.
- S–5: fényképezési kísérlet volt, ahol áttekintő fotókat készítettel az alattuk elvonuló meteorológiai jelenségekről. Ennek az adott értelmet, hogy az akkoriban alkalmazott Tiros meteorológiai műholdak sokkal magasabb pályán – 640 kilométeren – keringtek és a Gemini alacsonyabb pályájáról sokkal jobb felbontású képeket kaphattak.
- S–6: az előző kísérlet párjaként ebben is fényképek készültek a földfelszín érdekesebb alakzatairól, amely fenti két kísérlet során az űrhajósok Hasselblad fényképezőgépet használtak, amelyek aztán a további űrprogramokban is meghonosodtak megbízhatóságuknál fogva. Az űrhajósoknak szerencséje volt mindkét fotózási feladattal, rengeteg jól használható képet készítettek.
- S–28: a harmadik fényképezési kísérletben halvány megvilágítási, illetve alkonyati körülmények között megfigyelhető jelenségeket fotóztak az űrhajósok.
- D–8: a kísérlet során öt doziméterrel mérték a sugárzásszintet az űrhajó környezetében. Különös érdeklődés kísérte a dél-atlanti anomáliával kapcsolatos megfigyelést, ahol a mérések igazolták, hogy a sugárzás mértéke ebben a régióban érzékelhetően magasabb a más helyekénél.
- D–9: űrhajónavigációs kísérlet volt, ahol a személyzet szextánst használva mérte helyzetüket a csillagokhoz képest. McDivitt és White megállapította, hogy a szextáns és az azzal végzett mérések tökéletesen meg fognak felelni az Apollo–program céljaira is.

#### Leszállás

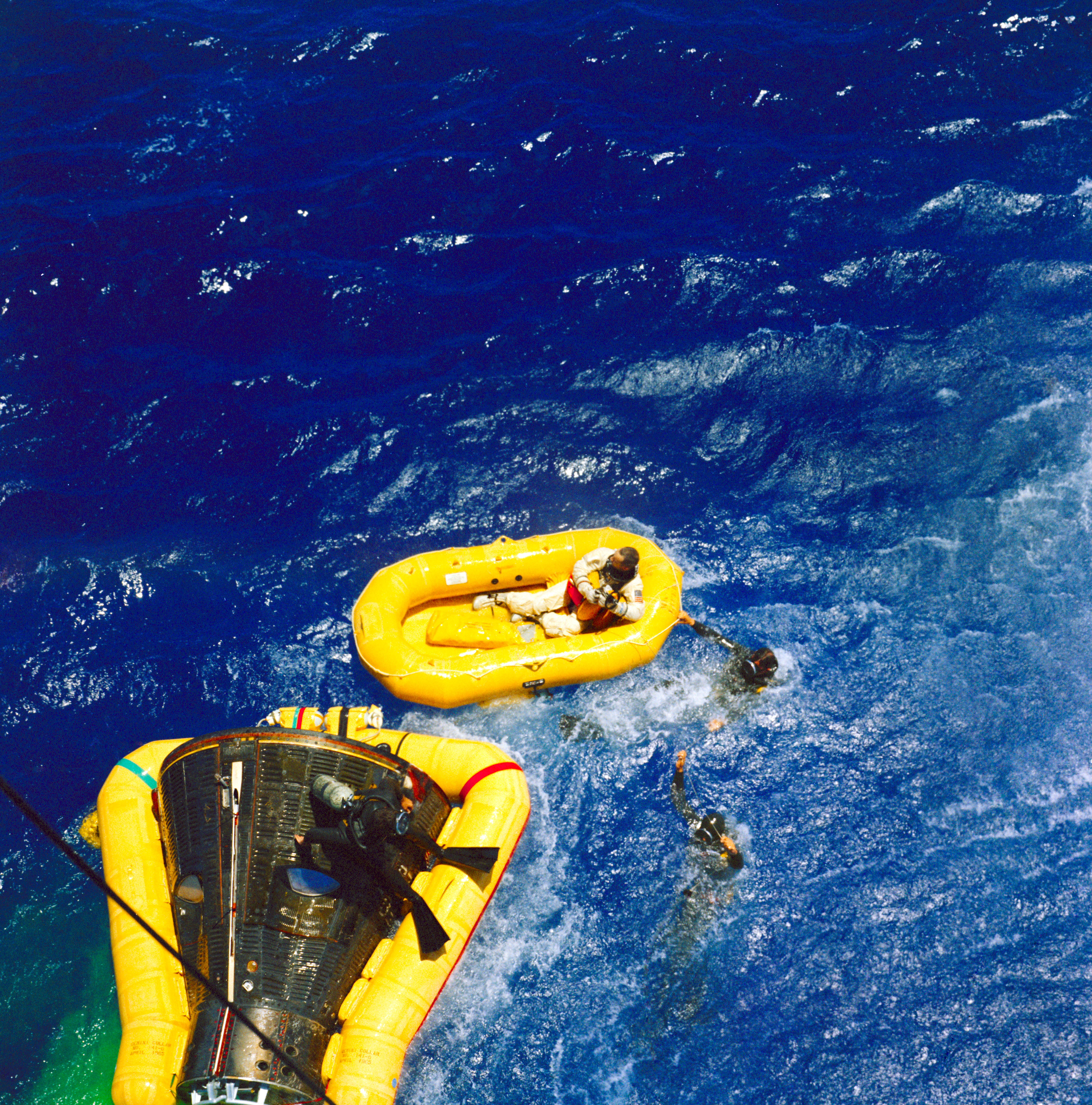
A Gemini–4 az Atlanti-óceán vizán ringatózva várja a helikopteres kiemelést

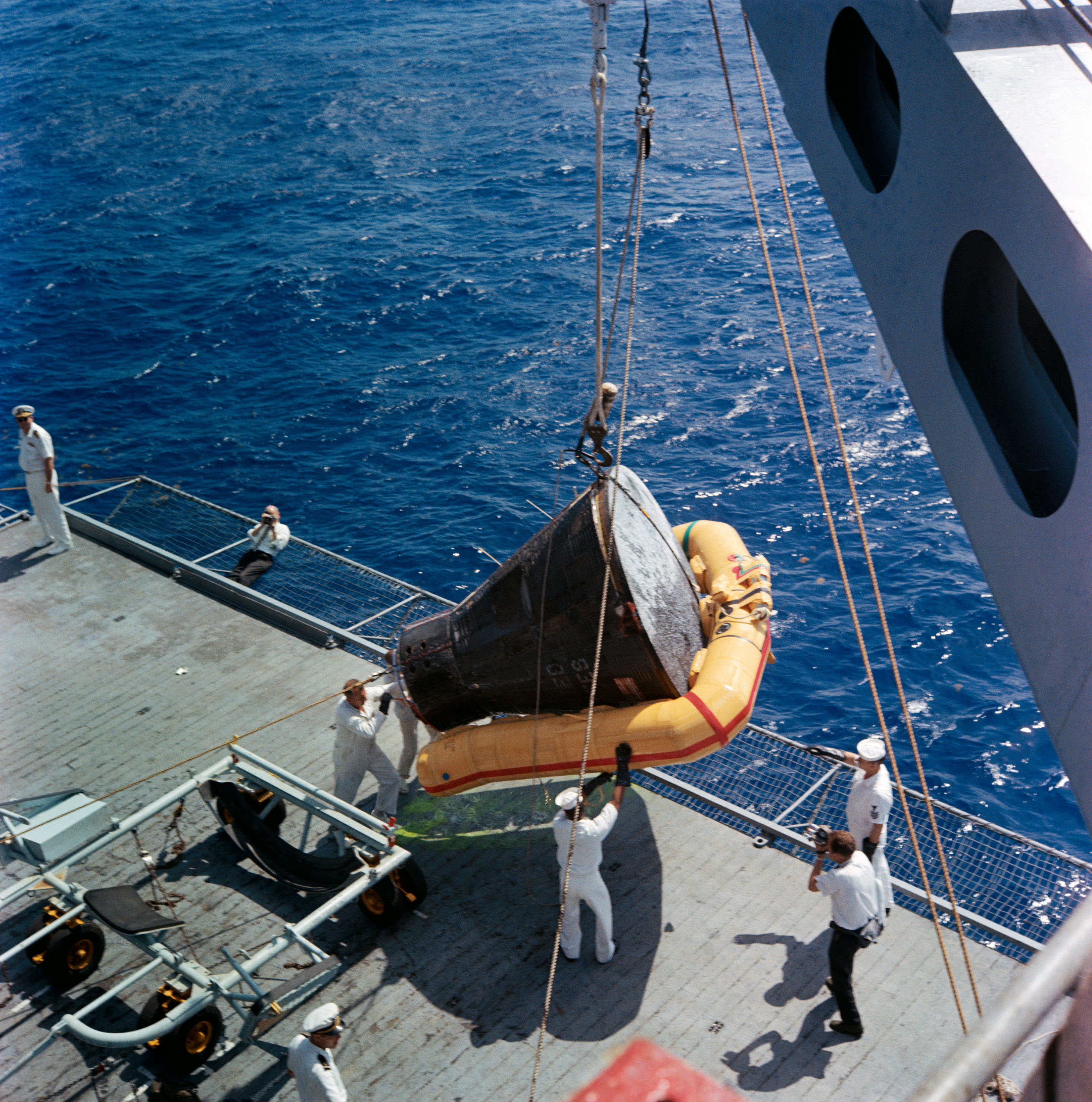
A repülés zárópillanata, amikor a USS Wasp anyahajó fedélzetére emelik az űrhajót

Az IBM által gyártott fedélzeti számítógép a 48. keringésnél meghibásodott. Erre akkor került sor, amikor az irányítás parancsot adott a komputer kikapcsolására, mert egy az USA feletti átrepülés során frissíteni kívánta az adatokat és ehhez újra kellett indítani e berendezést, de McDivitt képtelen volt az újraindításra. A földön megpróbáltak megoldást találni a problémára, a következő néhány keringés során különböző kapcsolóállásokat javasoltak az űrhajósoknak kipróbálni, de semmi sem segített, a számítógép kikapcsolt állapotban maradt. Ez azt jelentette, hogy az automatikusan irányított leszállást törölni kellett és egy régi Mercury típusú leszállási procedúrát kellett elővenni. A komputerhiba elég kínos volt az IBM számára, mivel éppen akkoriban jelentettek meg egy hirdetést a Wall Street Journal-ban, miszerint az ő komputereik olyan megbízhatóak, hogy még a NASA is azokat választotta használatra.
A leszállási folyamat a 62. keringésnél indult el, a repülés 97. órája 28. percénél, amikor a megfelelő helyzetbe állították az űrhajósok a kabint és 2 perc 41 másodpercre beindították a manőverező fúvókákat. Ezután leválasztották az űrhajó hátuljában levő műszeregységet, amely nem tért vissza a Földre. Ekkor aktiválódtak a fékezőrakéták. Ezeket dolguk végeztével szintén leválasztották az űrhajósok. Innentől kezdve változott a program a komputer hibája miatt. Eredetileg a komputerrel egy süllyedő-emelkedő pályán való visszatérést terveztek, amelyhez az űrhajó alakjának kialakítását és a manőverező hajtóműveket használták volna, ám ez nem volt lehetséges, ehelyett az űrhajót kellett forgásba hozni, ami stabilizálta a lassulás közbeni mozgását. Erre 120 000 méteren került sor. Mikor a forgás elindult, a legénység megpillantotta a leválasztott egységeket, ahogy vörösen izzani kezdtek, ahogy felhevültek a légkörbelépés során. A másfajta leszállási módozat miatt a legénység eleve feltételezte, hogy máshol érnek majd vizet, mint ahol eredetileg tervezték, a programozott emelkedés hiánya miatt rövidebben érnek le. Aztán hamarosan elkezdték érezni a g-erők növekedését.
27 000 méteren McDivitt elkezdte lassítani a forgásukat, majd 12 000 méteren teljesen le is állította, majd kibocsátotta a kihúzó ernyőt. 3230 méteren a főernyő is kinyílt. Ismét lejátszódott az, ami a Gemini–3-nál – tudniillik a kabin előre dőlt, ahogy a kötélzet felfüggesztési pontjai terv szerűen váltáson mentek át –, de az űrhajósok már felkészültek voltak és előreestek ugyan a rántáskor, de nem ütődtek oda semmihez sem. Végül 1965. június 7-én 12:12:11-kor (17:12:11 UTC), 97 óra 56 perc 12 másodperc repülés után szállt le a Gemini–4 az Atlanti-óceán vizére, 81,4 km-re a kijelölt helytől. A mentőhelikopter hamarjában megérkezett és békaembereket dobott a vízbe, hogy az űrhajót fenntartó felfújható gallért ráillesszék az űrhajóra és kiemeljék a két űrhajóst. McDivitt és White 57 perccel a leszállásuk után érkezett meg a USS Wasp anyahajó fedélzetére.

## A repülés utóélete

### Kitüntetések
Az első kitüntetést a Michigan Egyetem adományozta az űrhajósoknak: tiszteletbeli doktori címmel tüntette ki őket. Még azon a héten fajsúlyosabb kitüntetés várt rájuk, a Fehér Házba voltak hivatalosak, ahol Lyndon B. Johnson elnök a NASA Kiváló Szolgálatáért Érdeméremmel tüntette ki őket. Később az Arnold Air Society a John F. Kennedy Díjat adományozta nekik a teljesítményükért. A következő évben White megkapta a Thomas D. White tábornok Nemzeti Védelmi díjat az űrséta során mutatott teljesítményéért (ezt a díjat a National Geographic Társaság adományozza a kiemelkedő teljesítményt nyújtó légierős pilótáknak. Emellett a Repülők Proimus Klubja is a tagjai közé válogatta White-ot az űrséta nyomán, valamint 1967-ben megkapta az AIAA Hailey Csillagászati Díját.

### Más emlékek

#### A Voyager szonda

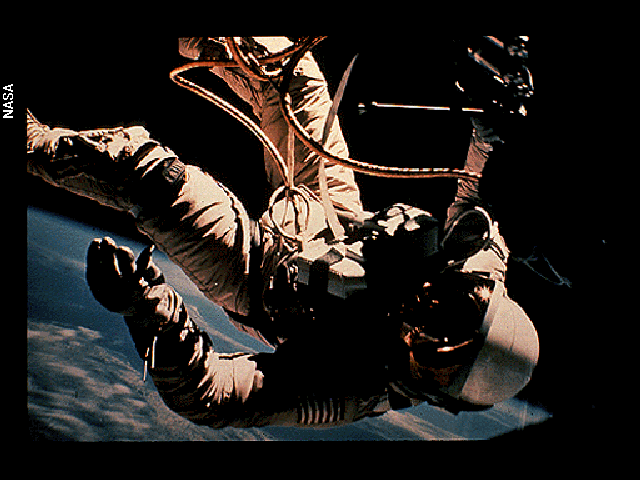
Ed White a Voyager Golden Record által az űrbe vitt fotón

1977-ben a Voyager űrszondák – nem kis előzetes vitát követően – aranylemezre vésve üzeneteket vittek magukkal a Naprendszerből kifelé tartó útjukra Carl Sagan javaslatára. A földön kívüli értelmes lényeknek küldött üzenet tartalmazott jónéhány féle közlési formát, szöveget, zenét és képeket is. Ezen képek egyike ábrázolja Ed White űrsétáját.

#### Űrbeli objektumok
- A NASA elhunyt űrhajósai után a Marson különböző nevezetességeket nevezett el. A Spirit marsszonda leszállási helyén a Guszev-kráter térségében található az Apollo–1 dombok formáció, amelynek egyik tagja a White-domb, amelyet az elhunyt űrhajós után neveztek el.[22]
- A csillagászati gyakorlások során, amikor a csillagokhoz igazított helymeghatározás leckék során az űrhajósok a referencia csillagokat tanulják, néhányan tréfás neveket aggatnak a csillagoknak. Így tett White is, amikor az Iota Ursae Maioris-t (a Nagymedve csillagkép egy csillaga) „Dnoces” névre keresztelte, amely a nevéből a Second betűzése fordítva (Edward White II.). Később, az Apollo–1 katasztrófája után kegyeletből az amerikai űrhajósok ezt a csillagot ezen a ragadványnéven emlegetik.[23]

#### Bélyegkibocsátás

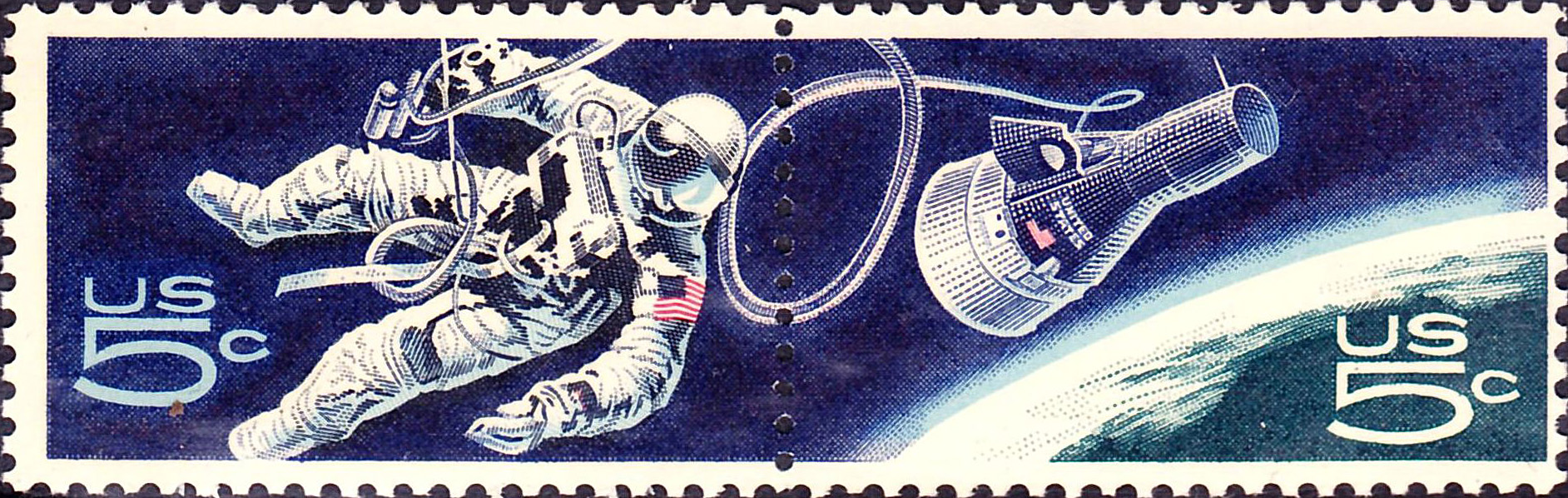
Ed White űrsétája amerikai bélyegen

1967-ben az Amerikai Posta az Űrteljesítmények című bélyegsorozatában egy 5 centes bélyeggel emlékezett meg Ed White űrsétájáról.

#### Omega Speedmaster „Ed White”
A NASA hosszasan keresett olyan óragyártót, akinek a termékei alkalmasak az űrhajózásban egy EVA során való használatra. Ebből a szűrésből egyedüliként az Omega óragyár került ki győztesen. Így az első űrsétája során Ed White is egy Omega órát viselt az űrruhájára csatolva. Később az óragyár ezt a típust (a 105.003 jelűt) „Ed White” modellként értékesítette a továbbiakban.

### Az űrkabin kiállítása

A Gemini–4 űrkabin múzeumi tárgyként

A visszatért és tengerből kiemelt Gemini–4 űrkabint később a National Air And Space Museumban helyezték el az állandó kiállítás részeként Washington D.C.-ben.

### Magyar oldalak
- Dancsó Béla: 40 éve történt: Az első amerikai űrséta (1. rész), Űrvilág, 2005
- Dancsó Béla: 40 éve történt: Az első amerikai űrséta (2. (befejező) rész), Űrvilág, 2005

### Külföldi oldalak
- On The Shoulders of Titans: A History of Project Gemini Archiválva 2003. december 7-i dátummal a Wayback Machine-ben
- Spaceflight Mission Patches
- A NASA Gemini–4 hivatalos oldala Archiválva 2016. december 21-i dátummal a Wayback Machine-ben